# Z Berg
Elizabeth "Z" Berg (Los Ángeles, 28 de junio de 1985) es una cantante y música estadounidense.

## Biografía
El padre de Elizabeth es el exproductor ejecutivo y productor discográfico de Geffen Records Tony Berg. Fue la fundadora, guitarrista y vocalista principal de la banda de rock indie The Like. El nombre de dicha banda surgió a partir de la tendencia que tienen las jóvenes de Los Ángeles, California de utilizar la palabra "like" (como, por ejemplo, en inglés) en el lenguaje cotidiano. Luego de la pausa que se tomó dicha banda en 2011, Berg formó JJAMZ junto con James Valentine (Maroon 5), Jason Boesel (Conor Oberst/Rilo Kiley), Alex Greenwald (Phantom Planet) y el músico independiente Michael Runion. Su álbum debut, Suicide Pact, fue lanzado el 10 de julio de 2012, bajo el sello Dangerbird Records.